# Gabun-Galago
Der Gabun-Galago (Sciurocheirus gabonensis, Syn.: Galago gabonensis) ist eine Primatenart aus der Familie der Galagos (Galagonidae). Er gilt erst seit einigen Jahren als eine vom Allen-Galago getrennte Art. Zusammen mit diesem und dem Kamerun-Galago bildet er die Gattung der Eichhörnchen-Galagos (Sciurocheirus).

## Merkmale
Mit einem Gewicht von 200 bis 300 Gramm zählen Gabun-Galagos zu den mittelgroßen Vertretern ihrer Familie. Ihr Fell ist an der Oberseite braun gefärbt, die Unterseite ist hellgrau. Die Hinterbeine sind lang und kräftig, der Schwanz ist länger als der Rumpf und buschig. Der Kopf weist eine lange, zugespitzte Schnauze auf, die Augen sind vergrößert, ebenso die unbehaarten, beweglichen Ohren.

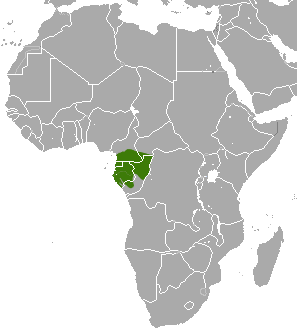
Verbreitungsgebiet (grün) des Gabun-Galagos

## Verbreitung und Lebensraum
Gabun-Galagos bewohnen das mittlere Afrika, ihr Verbreitungsgebiet umfasst den Südosten Kameruns (südöstlich des Sanaga), Mbini (den Festlandteil Äquatorialguineas), Gabun und den Norden der Republik Kongo. Ihr Lebensraum sind tropische Wälder.

## Lebensweise
Diese Primaten sind wie alle Galagos nachtaktiv, tagsüber schlafen sie in Baumhöhlen oder Blätternestern. In der Nacht gehen sie auf Nahrungssuche, dabei kommen sie häufig auf den Boden. Ihre Fortbewegungsweise sind wie bei allen Eichhörnchengalagos froschähnliche Sprünge, wobei sie – was für Primaten untypisch ist – mit den Händen und nicht mit den Füßen voran landen. Sie leben einzelgängerisch, und die Männchen reagieren sehr aggressiv auf andere Männchen. Sie haben sehr große Streifgebiete, Männchen 30 bis 60 Hektar und Weibchen 8 bis 10 Hektar. Ihre Nahrung besteht aus Früchten und Insekten.

## Gefährdung
In Teilen ihres Verbreitungsgebietes werden sie durch die Zerstörung ihres Lebensraums in Mitleidenschaft gezogen, allerdings nicht in bedrohlichem Ausmaß. Die IUCN listet die Art als „nicht gefährdet“ (least concern).